# Икономика на Доминика
Около 25% от износа на Доминика се дължи на бананите. Икономиката на страната зависи и от други фактори: земеделие, риболов, рудодобив, износ на дървесина и животновъдство. Липсата на международно летище в страната пречи на развитието на туризма. В Доминика все още няма клонове на по-големи компании, тъй като инфраструктурата на страната не е достатъчно добре развита.

## Земеделие и животновъдство
Около 23% от земята се обработва. Приходите от земеделския износ през 2001 са над 19 милиона долара. Голяма част от производството идва от малки ферми. Произвежда: кокоси – 11 000 тона; грозде - 21 000 тона; лимони и лайм - 1000 тона; портокали - 8000 тона. Зеленчуците и плодовете се произвеждат с главна цел изхранване на населението.
Животновъдството е по-слабо развито от земеделието. Около 2000 хектара, или 2,7% от площта на острова, са пасища. През 2001 броят на домашните животни в Доминика е: крави – 540; кози – 9700; овце – 7600; свине – 5000. Страната е произвела: 1300 тона месо и 6100 тона мляко. Въпреки това се налага внос на повечето месни продукти.

## Риболов
Въпреки че риболовната индустрия в страната е слабо развита, тя задоволява нуждите на населението от риба. Ежегодно се ловят хиляди тонове прясна риба. Япония е направила инвестиция за развитие на риболовния отрасъл - построен е завод за консервиране и преработване на рибата близо до столицата Розо.

## Дърводобив
61% от земята е залесена, макар износът на дървесина да е малък. Около 100 хектара от залесените земи са частни. Страната внася дървесината от чужбина.

## Рудодобив
В страната някога той е бил разпространен. Днес не толкова много, но тогава са се добивали строителни материали. Страната има потенциал за развитие на рудодобива, особено поради залежите на мед в североизточните части на острова.

## Общи данни
Годишен растеж на БВП за 2007 г. – 3,2%.
БВП на глава от населението – 3800 долара.
Население под линията на бедността – 30% (2002 г.)
Инфлация – -0,1%
Работещи – около 30 000 души
Ниво на безработица – 23% (2003 г.)
Добив на ел. енергия – по 50% в ТЕЦ и ВЕЦ. Няма АЕЦ на острова.
Консумация на електриество – 74,4 млн. киловат часа.
Главен износ за: Великобритания, Ямайка, Антигуа и Барбуда, Гаяна, Китай, Тринидад и Тобаго, Сейнт Лусия.
Главен внос от: САЩ, Китай, Тринидад и Тобаго, Южна Корея.
Външен дълг – 213 млн. долара.
Получени помощи – около 16 млн. долара.